# Сікандар Лоді
Сікандар Лоді (*д/н —21 листопада 1517) — володар Делійського султанату в 1489–1517 роках.

## Життєпис
Походив з династії Лоді. При народженні отримав ім'я Нізам-хан. Наслідував трон після смерті батька Бахлула Хана у 1489 році. При сходженні на трон змінив ім'я на Сікандар (тобто Олександр). Того ж року незалежним володарем оголосив себе старший брат султана Барбак-хан, малік (намісник) Джаунпуру. Втім Сікандар досить швидко придушив це повстання, а згодом запроторив брата до в'язниці.
Проте ще деякий час султану доводилося боротися проти джаунпурських заміндарів (феодалів) на чолі із Хусейн-шахом Шаркі. Зрештою супротивники Сікандара зазнали поразки. Скориставшись цією ситуацією, султан захопив також Біхар. Але спроба приєднати до своїх володінь Бенгалію виявилася невдалою.
У результаті активних дій султана на значній території була визнана влада Делі, приборкані афганські феодали, поліпшено фіскальну та податкову справу, що сприяло наповненю султанової скарбниці. Водночас Сікандар сприяв розвитку торгівлі, при цьому скасував мита й податків на зерно.
У 1503 році за наказом Лоді розпочалися роботи зі зведення великого міста, яке в подальшому отримало назву Аґра. Він збирався зробити її своєю столицею. Втім у 1505 році Аґру майже повністю зруйнував потужний землетрус.
В останні роки воював з раджпутським кланом Томар, який зумів частково приборкати незадовго до своєї смерті.
Водночас Сікандар Лоді піклувався лише про інтереси мусульман, пеерслідуваючи релігії індусів, перш за все руйнуючи поганські храми.

## Культура
Був покровителем науки та літератури. При його дворі зосередилися поети, вчені, перекладачі, літератори. Наказав перекласти мовою фарсі санскристські праці з медицини. За його наказом  фарсі стала офіційною при складанні фінансових документів. Він сам був талановитим поетом, автором невеликих віршів перською мовою.